# Wachenhusen Antal
Wachenhusen Antal (Brassó, 1850. augusztus 14. – Besztercebánya, 1933. december 22.) osztrák-magyar katonatiszt, vadász, madármegfigyelő, preparátor.

## Élete
Régi osztrák-német katonai családból származott. Testvérei voltak Wachenhusen Hellmuth minisztériumi osztályfőnök és Wachenhusen Gusztáv (1854-1926) tábornok-hadbiztos. Felesége Bittera Mária volt, hideghéti Bittera Kálmán főszolgabíró testvére. Gyermekük Mária (1882-1887) volt.
Az 1880-as években a cs. és kir. 24. vadászzászlóalj századosaként és 1890-ben a budapesti piarista főgimnázium gyűjteményeit preparátumokkal gyarapította. 1887-ben ezért miniszteri elismerésben is részesült. 1889-től első osztályú százados lett. 1894-ben Székesfehérvárott állomásozott, ahol a helyi ciszterci gimnázium állattani gyűjteményének végzett preparálást. 1895-től őrnagy, a 24. sz. tábori vadászzászlóaljtól átkerült a 33. sz. gyalogezredhez és Aradon szolgált. 1899-ben Castelnuovoban volt, 1901-től alezredes, majd Aradon és Fehértemplomban szolgált, majd 1905-ben a II. Lipót császár 33. gyalogezredtől átkerült a 32-sekhez. Utolsó beosztásában a cs. és kir. 32. gyalogezred 3. zászlóaljának parancsnoka volt. 1907-ben saját kérésére nyugdíjazták. A 20. század elején a besztercebányai Irgalmas Nővérek Intézetének természetrajzi gyűjteményét rovarokkal, hüllőkkel és madarakkal gyarapította. 1911-ben címzetes vezérőrnaggyá nevezték ki. 1914-ben kinevezték a fertőző betegségek elleni besztercebányai megfigyelőállomás vezetésére kinevezett miniszteri biztos mellé mint vöröskeresztes megbízottat.
Értékes madártani gyűjteménye volt Besztercebányán, amit a Madártani Intézetre hagyott, azonban gyűjteménye átadását a cseh hatóságok nem engedélyezték. Az örökösök (Wachenhusen János komáromi tisztviselő) 1934-ben a Madártani Intézet beleegyezésével a komáromi Jókai Közművelődési és Múzeum Egyesületnek adományozták az akkor 20 ládányi értékes gyűjteményt. Jegyzéke az intézet irattárában volt. 1897-től a Magyar Madártani Intézet levelező tagja volt. 1911-es alapításától a besztercebányai Hortensia Virágkedvelők Egyesületének alelnöke volt.

## Elismerései
- 1907 Katonai Érdemkereszt
- Tiszti Szolgálati Jel III. osztálya
- Jubileumi Érem

## Művei
- Ornithologiai apró közlemények
- 1894 Túzok; Csontmadár; Hósármány. Aquila 1/3-4, 165-166
- 1895 Pastor roseus L. — A sáskamadár. Aquila 2/3-4, 185-187
- 1906 Syrnium uralense. Aquila 13/1-4, 226
- Madártani jegyzetek (M. Kir. Ornithologiai Központ kézirattára)